# Oració composta
L'oració composta és aquella frase que està formada per més d'un verb que no forma perífrasi verbal.
Ex.:
- Oració simple: El Joan es pentina.
- Oració composta: El Joan no vol que el pentinin.

Les oracions compostes poden ser de tres tipus:
- oracions coordinades
- oracions juxtaposades
- oracions subordinades